# TeenNick (Közép- és Kelet-Európa)

A csatorna korábbi logója (2021. január 12. - 2024. május 20.)

A TeenNick Közép- és Kelet-Európa az azonos nevű csatorna Közép- és Kelet-Európai változata, ami Magyarországon 2021. szeptember 1-ig a Francia, míg a Romániai a Latin-Amerikai adásváltozattal osztozott (a román változat a Paramount Network helyén indult). 2021. szeptember 1-től a magyar adásváltozat a Romániaival és a Lengyellel osztozik.
A csatorna hangja Tokaji Csaba, a Nickelodeon hangja.
A csatorna reklámidejét az RTL Saleshouse értékesíti.

## Története
A Big Picture tévés konferencián jelentette be Harsányi Gábor, a ViacomCBS Networks International közép-kelet-európai alelnök-vezérigazgatója, hogy a megszűnő RTL Spike helyén a TeenNick lesz látható az országban. A csatorna a Magyar Telekom kínálatában még nem elérhető. Róla még nem érkezett bejelentés.
A csatorna 2021. január 12-én 06:00-kor indult el a Big Time Rush című amerikai vígjátéksorozattal.
2024. március 28-án látott napvilágot arról, hogy a csatorna hamarosan Nickelodeon Teen néven folytatja működését. Később kiderült, hogy a TeenNick név továbbra is megmaradt.
2024. május 20-án 06:00-kor megtörtént a csatorna első és egyben utolsó logó és arculatváltása.
2025. júliusában kiderült, hogy a csatorna 2025. december 31-én megszűnik Magyarországon, Lengyelországban és Romániában is, ezzel pedig a TeenNick teljesen kivonul az európai piacról.

## Műsorok

### Sorozatok
| #   | Eredeti cím                            | Magyar cím                              | Eredeti sugárzás     | Magyar premier a TeenNicken |
| #   | Más csatornán már bemutatott sorozatok | Más csatornán már bemutatott sorozatok  | Eredeti premier      | Magyar premier a TeenNicken |
| --- | -------------------------------------- | --------------------------------------- | -------------------- | --------------------------- |
| 1.  | iCarly                                 | iCarly                                  | 2007. szeptember 8.  | 2021. január 12.            |
| 2.  | Big Time Rush                          | Big Time Rush                           | 2009. november 28.   | 2021. január 12.            |
| 3.  | Victorious                             | V, mint Viktória                        | 2010. március 27.    | 2021. január 12.            |
| 4.  | Sam & Cat                              | Sam és Cat                              | 2013. június 8.      | 2021. január 12.            |
| 5.  | The Thundermans                        | A Thunderman család                     | 2013. október 14.    | 2021. január 12.            |
| 6.  | Hunter Street                          | Hunter Street: Kölykök póráz nélkül     | 2017. március 11.    | 2021. január 12.            |
| 7.  | Nicky, Ricky, Dicky & Dawn             | Nicky, Ricky, Dicky és Dawn             | 2014. szeptember 13. | 2022. július 25.            |
| 8.  | Danger Force                           | Veszélyes Osztag                        | 2020. március 28.    | 2023. január 6.             |
| 9.  | Rock Island Mysteries                  | Szikla-sziget rejtelmei                 | 2022. május 2.       | 2023. április 3.            |
| 10. | 100 Things to Do Before High School    | 100 dolog a gimi előtt                  | 2014. november 11.   | 2023. augusztus 21.         |
| 11. | The Really Loud House                  | Az igazi Lármás család                  | 2022. november 3.    | 2023. november 20.          |
| 12. | Bella and the Bulldogs                 | Bella és a Bulldogok                    | 2015. január 17.     | 2025. február 3.            |
| 13. | The Thundermans: Undercover            | A Thunderman család: Beépített küldetés | 2025. január 22.     | 2025. június 2.             |

### Várható sorozatok
| #  | Eredeti cím     | Magyar cím                | Eredeti premier   | Magyar premier a TeenNicken |
| -- | --------------- | ------------------------- | ----------------- | --------------------------- |
| 1. | Drake & Josh    | Drake és Josh             | 2004. január 11.  | TBA                         |
| 2. | House of Anubis | Anubisz házának rejtélyei | 2011. január 1.   | TBA                         |
| 3. | Knight Squad    | Lovag iskola              | 2018. február 19. | TBA                         |
| 4. | Double Dare     | TBA                       | 2018. június 25.  | TBA                         |
| 5. | Erin & Aaron    | Erin és Aaron             | 2023. április 20. | TBA                         |

### Hamarosan lekerülő sorozatok
| Eredeti cím      | Magyar cím         | Eredeti sugárzás                        | Magyar sugárzás a -en                     |
| ---------------- | ------------------ | --------------------------------------- | ----------------------------------------- |
| Every Witch Way  | A legboszibb boszi | 2014. január 1. - 2015. július 30.      | 2025. március 3. - 2025. augusztus 29.    |
| Paradise Run     | Hawaii futam       | 2016. február 1. - 2018. január 26.     | 2025. július 7. - 2025. augusztus 29.     |
| True Jackson, VP | True Jackson, VP   | 2008. november 8. - 2011. augusztus 20. | 2021. január 13. - 2025. augusztus 30.    |
| Henry Danger     | Veszélyes Henry    | 2014. július 26. - 2020. március 21.    | 2021. szeptember 4. - 2025. augusztus 31. |

### Filmek
| #   | Eredeti cím                  | Magyar cím                                 | Eredeti premier      | Magyar premier a TeenNicken |
| --- | ---------------------------- | ------------------------------------------ | -------------------- | --------------------------- |
| 1.  | Splitting Adam               | Adam és Adam                               | 2015. február 16.    | 2021. január 16.            |
| 2.  | One Crazy Cruise             | Egy észvesztő hajóút                       | 2015. június 19.     | 2021. január 23.            |
| 3.  | Rufus                        | Rufus                                      | 2016. január 18.     | 2021. február 20.           |
| 4.  | Rufus 2                      | Rufus 2                                    | 2017. január 16.     | 2021. február 27.           |
| 5.  | Swindle                      | Svindli a négyzeten                        | 2013. augusztus 24.  | 2021. március 6.            |
| 6.  | Liar, Liar, Vampire          | Kamu vámpír                                | 2015. október 12.    | 2021. március 13.           |
| 7.  | Blurt!                       | Ne szólj szám!                             | 2018. február 19.    | 2021. március 20.           |
| 8.  | Jinxed                       | A Murphy-átok                              | 2013. november 29.   | 2021. március 27.           |
| 9.  | Legends of the Hidden Temple | A titkos templom legendái                  | 2016. november 26.   | 2021. augusztus 22.         |
| 10. | Nicky Deuce                  | Nicky Deuce                                | 2013. május 27.      | 2021. augusztus 29.         |
| 11. | The Boy Who Cried Werewolf   | A fiú, aki vérfarkast kiáltott             | 2010. október 23.    | 2022. október 30.           |
| 12. | Santa Hunters                | A Télapó-akció                             | 2014. november 28.   | 2022. december 24.          |
| 13. | Tiny Christmas               | Kicsiny karácsonyi kaland                  | 2017. december 2.    | 2022. december 25.          |
| 14. | Monster High: The Movie      | Monster High: A film                       | 2022. október 6.     | 2023. március 12.           |
| 15. | A Loud House Christmas       | Karácsony a Lármás házban                  | 2021. november 26.   | 2023. december 6.           |
| 16. | The Thundermans Return       | A Thunderman család visszatér              | 2024. március 7.     | 2024. június 1.             |
| 17. | Monster High 2               | Monster High 2                             | 2023. október 5.     | 2024. október 27.           |
| 18. | A Really Haunted Loud House  | Egy igazi Lármás Halloween                 | 2023. szeptember 28. | 2024. november 10.          |
| 19. | A Fairly Odd Christmas       | Egy tündéri karácsony                      | 2012. november 29.   | 2024. december 29.          |
| 20. | A Fairly Odd Summer          | Tündéri keresztszülők csodálatos nyaralása | 2014. augusztus 2.   | 2025. január 5.             |
| 21. | Henry Danger: The Movie      | Veszélyes Henry: A film                    | 2025. január 17.     | 2025. május 31.             |
| 22. | Bixler High Private Eye      | Zöldfülű magánszimat                       | 2019. január 21.     | 2025. augusztus 3.          |

### Különkiadások
| Eredeti cím                      | Magyar cím                                 | Eredeti premier    | Magyar premier a TeenNicken |
| -------------------------------- | ------------------------------------------ | ------------------ | --------------------------- |
| The All-Star Nickmas Spectacular | Nick-karácsony, nagykarácsony a sztárokkal | 2020. november 28. | 2022. december 24.          |
| The Danger Documentary           | Veszélyes doku                             | 2021. október 16.  | 2023. szeptember 3.         |

### Kids' Choice Awards
| Eredeti cím              | Magyar cím               | Eredeti premier   | Magyar premier a TeenNicken |
| ------------------------ | ------------------------ | ----------------- | --------------------------- |
| Kids' Choice Awards 2021 | Kids’ Choice Awards 2021 | 2021. március 13. | 2021. március 20.           |
| Kids' Choice Awards 2022 | Kids’ Choice Awards 2022 | 2022. április 9.  | 2022. április 13.           |
| Kids' Choice Awards 2023 | Kids’ Choice Awards 2023 | 2023. március 4.  | 2023. március 8.            |
| Kids' Choice Awards 2024 | Kids’ Choice Awards 2024 | 2024. július 13.  | 2024. július 17.            |
| Kids' Choice Awards 2025 | Kids' Choice Awards 2025 | 2025. június 21.  | 2025. június 25.            |

### A csatornáról lekerült (szünetelő és befejezett) sorozatok
| #   | Eredeti cím                         | Magyar cím                                       | Eredeti sugárzás                                                               | Magyar sugárzás a -en |
| --- | ----------------------------------- | ------------------------------------------------ | ------------------------------------------------------------------------------ | --- |
| 1.  | Are You Afraid of the Dark?         | Félsz a sötétben?                                | 1992. augusztus 15. - 2000. június 11. 2019. október 11. - 2022. augusztus 13. | 2021. január 30. - 2021. február 14. 2021. szeptember 26. - 2021. október 31. 2022. november 1. - 2022. november 4.                 |
| 2.  | Instant Mom                         | Instant anyu                                     | 2013. szeptember 29. - 2015. december 19.                                      | 2021. január 12. - 2021. február 28.                                                                                                |
| 3.  | Kenan & Kel                         | Kenan és Kel                                     | 1996. július 15. - 2000. július 15.                                            | 2021. január 13. - 2021. március 1.                                                                                                 |
| 4.  | Game Shakers                        | Game Shakers                                     | 2015. szeptember 12. - 2019. június 8.                                         | 2021. január 12. - 2021. április 16. 2023. március 13. - 2025. április 30.                                                          |
| 5.  | I Am Frankie                        | Frankie vagyok                                   | 2017. szeptember 11. - 2018. október 4.                                        | 2021. április 9. - 2021. június 4.                                                                                                  |
| 6.  | Noobees                             | Noob csapat                                      | 2018. szeptember 17. - 2020. július 31.                                        | 2021. január 12. - 2021. június 20.                                                                                                 |
| 7.  | ספיידרז                             | Tinikémek                                        | 2020. március 18. - 2022. június 12.                                           | 2021. január 12. - 2021. július 9. 2022. június 27. - 2022. július 22. 2023. május 1. - 2023. június 23.                            |
| 8.  | Lost in the West                    | Vad kaland a Vadnyugaton                         | 2016. május 28. - 2016. május 30.                                              | 2021. július 11. - 2021. július 31.                                                                                                 |
| 9.  | Group Chat                          | Csoportos Csevegés                               | 2020. május 23. - 2020. október 31.                                            | 2021. július 17. - 2021. augusztus 29.                                                                                              |
| 10. | Just Add Magic                      | Egy csipetnyi bűvölet                            | 2015. január 15. - 2019. október 25.                                           | 2021. január 12. - 2021. október 17.                                                                                                |
| 11. | The Bureau of Magical Things        | Varázslatos holmik irodája                       | 2018. július 8. - 2021. augusztus 8.                                           | 2021. január 16. - 2022. január 16. 2022. május 9. - 2022. augusztus 28.                                                            |
| 12. | The Astronauts                      | Az űrhajósok                                     | 2020. november 13. - 2021. január 15.                                          | 2022. január 10. - 2022. február 27.                                                                                                |
| 13. | The Haunted Hathaways               | A Hathaway kísértetlak                           | 2013. július 13. - 2015. március 5.                                            | 2021. július 5. - 2022. április 10.                                                                                                 |
| 14. | Every Witch Way                     | A legboszibb boszi                               | 2014. január 1. - 2015. július 30.                                             | 2022. március 14. - 2022. április 29. 2025. március 3. -                                                                            |
| 15. | All That                            | Sok hűhó                                         | 1994. április 16. - 2020. december 17.                                         | 2021. január 15. - 2022. május 6.                                                                                                   |
| 16. | Drama Club                          | Dráma klub                                       | 2021. március 20. - 2021. május 22.                                            | 2022. április 29. - 2022. május 13.                                                                                                 |
| 17. | Nickelodeon's Unfiltered            | A filter mögött                                  | 2020. július 11. - 2021. november 11.                                          | 2022. július 4. - 2022. augusztus 10. 2023. július 24. - 2023. augusztus 25.                                                        |
| 18. | Tyler Perry's Young Dylan           | Tyler Perry bemutatja: Young Dylan-t             | 2020. február 29. - 2025. április 30.                                          | 2022. január 24. - 2022. november 16. 2023. január 2. - 2025. június 1.                                                             |
| 19. | School of Rock                      | Rocksuli                                         | 2016. március 12. - 2018. április 8.                                           | 2021. január 12. - 2022. december 31. 2024. április 1. - 2024. szeptember 20.                                                       |
| 20. | Overlord and the Underwoods         | Overlord és az Underwood család                  | 2021. október 29. - 2022. január 21.                                           | 2022. október 3. - 2022. december 31.                                                                                               |
| 21. | Warped!                             | Warped! – A képregénybolt                        | 2022. január 20. - 2022. március 31.                                           | 2022. november 21. - 2023. január 29.                                                                                               |
| 22. | The Fairly OddParents: Fairly Odder | Tündéri keresztszülők – Tündéribbek, mint valaha | 2022. március 31.                                                              | 2023. január 30. - 2023. február 28.                                                                                                |
| 23. | Rock Island Mysteries               | Szikla-sziget rejtelmei                          | 2022. május 2. - 2024. december 22.                                            | 2023. április 3. - 2023. április 28. 2024. február 26. - 2024. április 12. 2024. október 12. - 2024. december 29. 2025. május 12. - |
| 24. | The Substitute                      | A helyettesítő tanár                             | 2019. április 1. - 2021. február 25.                                           | 2022. március 21. - 2023. december 29.                                                                                              |
| 25. | Side Hustle                         | Másodállás kerestetik                            | 2020. november 7. - 2022. június 30.                                           | 2021. április 25. - 2024. március 31.                                                                                               |
| 26. | That Girl Lay Lay                   | Sadie és Lay Lay kalandjai                       | 2021. szeptember 23. - 2024. március 20.                                       | 2023. október 16. - 2024. március 31.                                                                                               |
| 27. | Goldie's Oldies                     | Goldie és a nagyon nagykorúak                    | 2021. március 15. - 2021. augusztus 31.                                        | 2021. május 24. - 2024. április 1.                                                                                                  |
| 28. | See Dad Run                         | Főállású fater                                   | 2012. október 6. - 2015. augusztus 13.                                         | 2024. január 1. - 2024. szeptember 29.                                                                                              |
| 29. | Paradise Run                        | Hawaii futam                                     | 2016. február 1. - 2018. január 26.                                            | 2024. július 29. - 2024. október 4. 2024. december 2. - 2024. december 31. 2025. július 7. -                                        |